# Decodon melasma
Decodon melasma es una especie de peces de la familia Labridae en el orden de los Perciformes.

## Morfología
Los machos pueden llegar alcanzar los 32,3 cm de longitud total.

## Distribución geográfica
Se encuentra desde el Golfo de California hasta Ecuador.